# Briningham
Briningham är en civil parish i Storbritannien.   Den ligger i grevskapet Norfolk och riksdelen England, i den sydöstra delen av landet, 170 km nordost om huvudstaden London. Antalet invånare är 122. Arean är 5,0 kvadratkilometer.
Terrängen i Briningham är platt.